# Luis Bueno Quino
Luis Fernando Bueno Quino (Abancay; Apurímac, 23 de abril de 1960) es un profesor y político peruano. Fue alcalde del distrito de Lurigancho-Chosica en siete periodos consecutivos, desde 1993 hasta 2018, y congresista de la república por Apurímac en el breve periodo 2000-2001. Fue también diputado en el disuelto periodo 1990-1992.

## Biografía
Luis Bueno Quino nació el 23 de abril de 1960 en Abancay, ciudad ubicada en el departamento de Apurímac en Perú.
Realizó sus estudios escolares en la Gran Unidad Escolar Miguel Grau de Abancay, siguiendo luego en el Colegio Militar Leoncio Prado en la ciudad del Callao. Entre 1981 y 1982 estudió Educación, especialidad de Historia y Literatura en la Universidad Nacional de Educación Enrique Guzmán y Valle de la ciudad de Lima.
Como político incursiona como militante de Acción Popular, partido político de Fernando Belaúnde Terry, y desempeñó los cargos de secretario general del partido en la sede del distrito de Lurigancho-Chosica, así como en el departamento de Apurímac.
En las elecciones del año 1990, Luis Bueno postuló como diputado por la región Apurímac como parte del Frente Democrático, alianza política liderada por Mario Vargas Llosa como candidato a la presidencia del Perú. Bueno resultó elegido diputado con 2,209 votos y fue juramentado para el periodo parlamentario 1990-1995. Sin embargo el 5 de abril de 1992, su cargo fue disuelto por el autigolpe de Estado decretado por el presidente Alberto Fujimori, del cual Bueno pasó a formar parte de la oposición.
En el año 1993, Luis Bueno decidió participar en las elecciones municipales como candidato a la alcaldía del distrito de Lurigancho-Chosica por Acción Popular y fue elegido alcalde distrital con el 21.607% de votos válidos, para el periodo 1993-1995. Fue reelegido en el cargo en las elecciones de 1995 y en las de 1998, ambas por Acción Popular.
En 1999 decidió renunciar a la alcaldía para luego participar en las elecciones generales del año 2000 como candidato al Congreso de la República por Acción Popular y fue elegido con 30,563 votos para el periodo 2000-2005.
Durante la juramentación de Alberto Fujimori para su tercer mandato presidencial, Bueno junto con los miembros de la oposición se retiraron del hemiciclo para luego participar en la Marcha de los Cuatro Suyos encabezada por Alejandro Toledo, líder principal de la oposición. Bueno siguió en la oposición y colaboró en diversas mociones de investigación contra el régimen fujimorista. Postuló a la tercera vicepresidencia del Congreso en la lista presidida por Luis Solari, la cual perdió ante la reelección de Martha Hildebrandt como presidenta del Congreso.
En noviembre del mismo año, la oposición presentó una moción de vacancia presidencial contra Alberto Fujimori por la difusión del video en el que se observa a Vladimiro Montesinos sobornando al congresista Alberto Kouri para dejar la oposición y pasarse a las filas del fujimorismo. Luis Bueno apoyó la vacancia presidencial que logró tener éxito y se dio inicio al gobierno de transición encabezado por Valentín Paniagua. Su periodo fue reducido hasta el 28 de julio del 2001, en donde se convocaron a nuevas elecciones generales, y decidió postular a la reelección como congresista la cual no tuvo éxito.
Para las elecciones municipales del 2002, Luis Bueno se integró al partido Somos Perú de Alberto Andrade y logró su cuarta elección como alcalde. En 2006 fue nuevamente elegido bajo las filas de Unidad Nacional, como miembro de Partido Solidaridad Nacional de Luis Castañeda Lossio.
En 2010 fue elegido por quinta vez como invitado del partido Cambio Radical y en 2014 con Solidaridad Nacional.
En 2018 se decidió prohibir la reelección de alcaldes provinciales y distritales en todo el Perú. Tras esto, Luis Bueno decidió esta vez postular para la alcaldía del distrito de Chaclacayo por el movimiento político independiente "Lucho por mi barrio", fundado por él mismo para las elecciones municipales del 2018. Sin embargo, la candidatura de Bueno generó diversas controversias y finalmente terminó en el segundo lugar.

## Controversias
En el año 2001, luego de culminar su gestión como congresista, Luis Bueno fue acusado de recibir prebendas de Vladimiro Montesinos, asesor presidencial de Fujimori condenado por corrupción, a cambio de pasarse a otra agrupación política y apoyar al fujimorismo, pese a que formó parte de los congresistas de la oposición al régimen. Bueno acudió a una comisión investigadora en el Congreso de la República y negó haber aceptado tal propuesta, sin embargo, aceptó haberse reunido con Montesinos en las instalaciones del Servicio de Inteligencia Nacional del Perú (SIN) y que le habrían ofrecido maquinaria y equipo para ejecutar diversas obras, a cambio de renunciar a Acción Popular cuando era alcalde distrital en el año 1993.
En 2006, el programa dominical Día D  emitió una denuncia periodística contra Luis Bueno de estar acusado de contagiar de VIH/sida a diversos miembros del Serenazgo y empleados de la Municipalidad de Chosica, a quienes obligó a tener relaciones sexuales a cambio de no despedirlos. La denuncia se difundió en el mes de diciembre por un exregidor del municipio chosicano, quien acusó a Bueno de ser ‘homosexual’, y se llevó a cabo en el Ministerio Público, en la cual también intervino el Ministerio de Salud del Perú. Bueno fue interrogado por el fiscal Lizardo Suárez y el caso terminó quedando archivado, hecho que generó polémicas debido diversos testimonios.
En 2014, Bueno estuvo a punto de ser vacado de la alcaldía de Chosica tras denunciarse que habría falsificado en su Hoja de Vida sobre sus estudios universitarios.